# Cissus novogranatensis
Cissus novogranatensis är en vinväxtart som först beskrevs av Harold Norman Moldenke, och fick sitt nu gällande namn av Karl Suessenguth. Cissus novogranatensis ingår i släktet Cissus och familjen vinväxter. Inga underarter finns listade i Catalogue of Life.